# Саронг

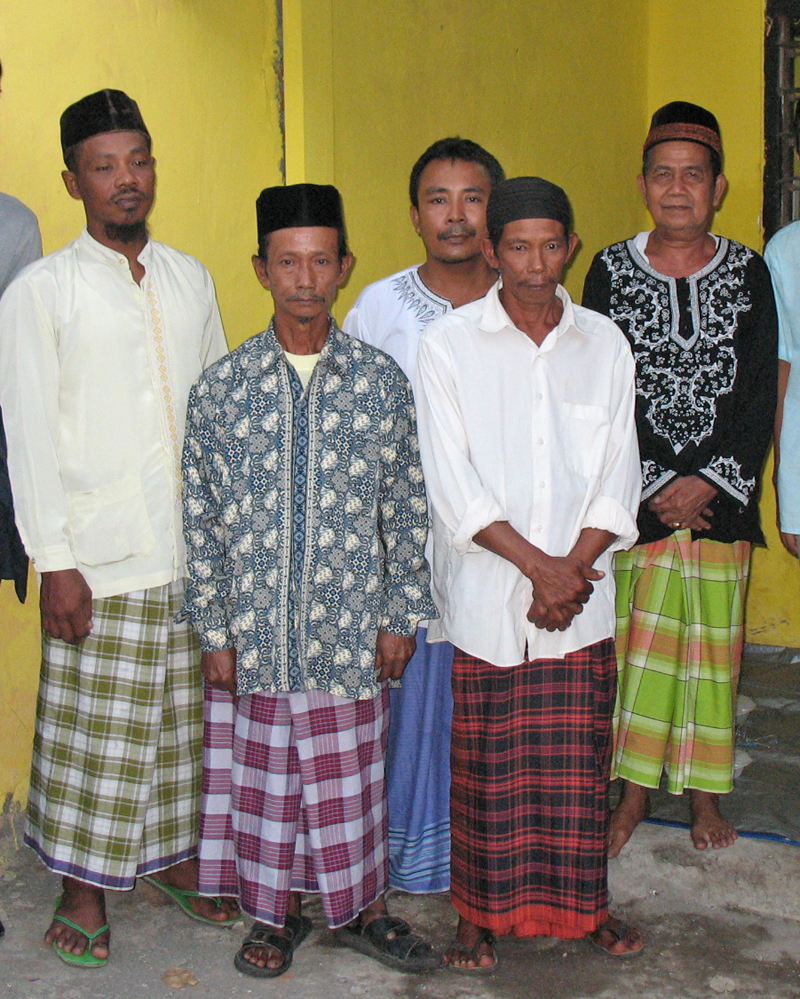
Чоловіки-яванці у саронгах, Сурабая, Східна Ява, Індонезія

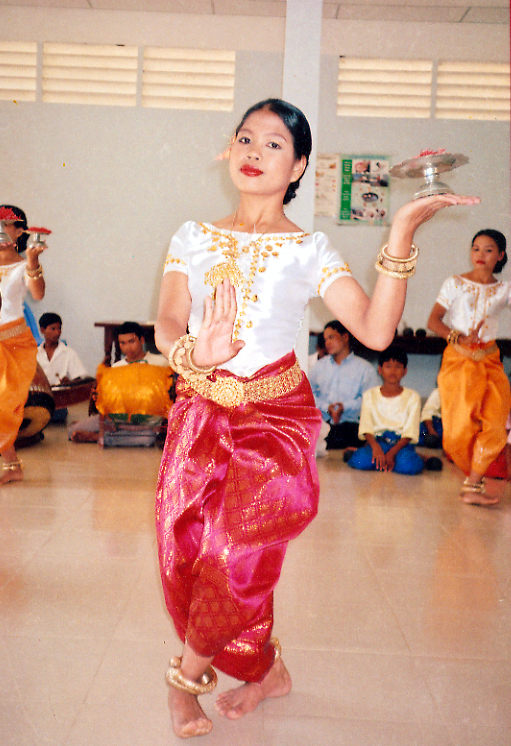
Кхмерська танцівниця у сампоті

Саро́нг або сару́нг (з малайського Sarung, МФА: [ˈsaɾoŋ]) — традиційний одяг, як жінок, так і чоловіків з цільного відрізу тканини у народів Південно-Східної Азії.
Саронг являє собою великий відріз матерії (зараз переважно фабричного виробництва), який обертають навколо тіла — чоловіки зазвичай навколо пояса, жінки - на рівні грудей, і підв'язують, в такому вигляді носячи як одяг, що в залежності від способу зав'язування, може бути схожий або на пов'язку навколо стегон, або на спідницю, або на сукню. Часто, особливо в жінок, саронг доходить до кісточок ніг.
Саронг (під такою назвою відомий у острівній Південно-Східній Азії) поширений також у решті Південно-Східної Азії (Індокитай), Південній Азії, частково в Африці та на островах Океанії.
Тканини для саронгу часто мають картате забарвлення — щедро орнаментоване, з зображеннями тварин, квітів тощо. 
У Південно-Східній Азії, де саронг носять як жінки, так і чоловіки, він вважається національним одягом і повсюдно поширений. Попри те, що в Малайзії, Індонезії, Брунеї та Сингапурі за дрескодом робочим одягом виступає європейський костюм, чоловіки вдягають саронг на п'ятничні молитви у мечеті, він лишається популярним одягом у побуті та вдома. 
В Індокитаї, культурно близькому, як до острівної Південно-Східної Азії, так і до Індії, подібний одяг (місцеві назви: у Камбоджі сампот сухронг / sampot suhrong або просто сухронг, у М'янмі — лонг'ї / longyi) є схожим одночасно і на саронг, і на південно-індійське дхоті. 
Інші різновиду саронгу: в Океанії — парео, у Східній Африці —  канга (kanga), кітенге (kitenge) або чітенге (chitenge), кікой (kikoi, kikoy) тощо, на Мадагаскарі — ламба. 